# Шляхом життя (збірник)
Шляхом життя (біл. Шляхам жыцьця) — третя збірка Янки Купали, вперше видана в 1913 році в Санкт-Петербурзі у видавництві «Загляне сонце і в наше віконце». Перший тираж збірки склав 3000 екземплярів. Купала присвятив збірку доктору Олександру Яремичу, який видав книгу Купали за свої власні кошти.

## Опис
До збірки увійшли понад 200 віршів, написаних переважно в 1910–1913 роках, ряд перекладів і деякі вірші з попередніх збірок Купали «Сопілка» і «Гусляр». Збірка складається з семи розділів: І. «Батьківщина» (вірші «Пісня моя», «З куточка бажань», «Молода Білорусь», «Пісня сонцю», «Вийди…» та інші)
ІІ. «Рідними кордонами…» (наповнені філософськими настроями і пейзажними зображеннями («Над Свіслоччу», «Сільські могилки», «Дуб», «Верба» та інші), міфологічними образами («Вовкулака», «У вічному бору…», «Чорний бог» та інші))
ІІІ. «Для Неї» (образ жінки у віршах розділу екзальтований («Обійми…», «Із зірок східних, західних, з блискучою»), опромінені надзвичайним розчуленням («Ти прийди…»), фолькльоризовані («Русалка», «Яструб»))
IV. «Наше село» (цикли віршів «Про мужицьку долю», «З пісень безземельного» та інші)
V. «Своїм і чужим» (переважно публіцистичний розділ, вірші «Гей, копайте, могильники…», «Ворогам Білорущини», «З минулих днів» та інші)
VI. «Байки та оповідання» (переважно епічний розділ, поеми «Курган», «На кутю», драматична поема «На годівлі», вірш «На Діди», уривок з індійської книги «Махабхарата» «Мисливець і пара голубків» та інші)
VII. «Переклади з польська» (переклади творів А. Міцкевича, М. Конопницької, В. Сирокомлі та інші).

## Особливість і значення збірнику
Збірник вважається етапним у творчості Купали і в білоруській літературі ХХ століття. Твори збірки підсумовували досягнення Купали на ниві національної поезії, стверджували в ній принципи народності і високого мистецтва і через те програмували шлях розвитку національної поезії і взагалі всієї білоруської літератури. Збірник став поетичним гімном Молодої Білорусі і передовою силою національного суспільно-політичного руху початку ХХ століття. Філософською заглибленістю, широко розробленими мотивами більш інтимного плану збірник опиняється біля витоків білоруської національної філософської і любовної лірики. Збірник став зразковим, класичним за багатством своїх художніх форм, культури вірша, закріпленням в національній поезії як асоціативно-романтичного стилю, так і класично-антологічного, народно-пісенного.
У збірнику проявився новий зліт Купали-лірика. Порівняно зі збіркою «Сопілка» тема селянського життя з переважною і стрижневою — при тому ж її вичерпному вирішенні — стала врівень з іншими, настільки ж значущими темами. Для збірника «Шляхом життя» властиві масштабність ліричних та епічних образів, показ життя як історичного руху народу з минулих часів через нинішні в майбутнє.
Основним ліричним героям книги — попереду сумарного і індивідуалізованого образу мужика — стає романтичний образ співака-борця, пророка світлого майбутнього народу. Видатне художнє відкриття Купали — історизм «Шляхом життя». З усвідомлення слави і ганьби, героїчної величі і трагедійності історичного минулого ліричний герой збірки виростав у фігуру незвичайного масштабу, яка вміщала в собі велику силу авторських переживань, виражених художньо розкуто, з поетичною віртуозністю.

## Видання
- Перше, 1913, Санкт-Петербург, видавництво «Загляне сонце і в наше віконце».
- Друге, 1923, Вільнюс, Білоруський відділ «Вільнюського видавництва Б. Клецкіна».
- Третє, 1935, Вільнюс, видавництво Білоруський інститут господарства і культури.
- Факсимільне, 2012, Мінськ, видавництво «Мастацкая літаратура».